# Jardí Botànic de Nova Brunswick

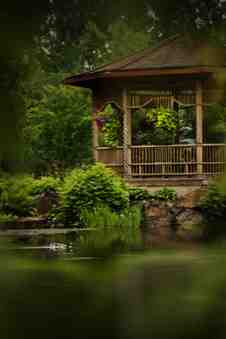
Mirador del Jardí Botànic de Nova Brunswick.

El Jardí botànic de Nova Brunswick (en francès Jardin botanique du Nouveau-Brunswick) és un jardí botànic a Edmundston, al nord-oest de Nova Brunswick. S'estén sobre una superfície de set hectàrees i conté més de 80.000 plantes.

## Història
El Jardí botànic de Nova Brunswick va néixer i obrir les portes gràcies a l'esforç de nombrosos voluntaris el juny de 1993.
Uns anys més tard de la seva inauguració i amb importants problemes per manca de finançament, la implicació dels dirigents de la Universitat de Moncton (campus d'Edmundston) va salvar-lo del tancament. Així, de la primavera 1997 fins al mes de març de 2007, la institució d'ensenyament va ocupar-se d'administrar el Jardí.
Passat aquest temps, el Campus d'Edmundston renunciava a la renovació del contracte. El 21 de juny de 2007, la ciutat d'Edmundston i el ministre de Turisme i Parcs van signar una entesa d'un any per a la gestió del Jardí.
Després va haver-hi un acord entre la Ciutat d'Edmundston, el Ministeri i la Société du Jardin Botanique du Nouveau-Brunswick d'una durada de cinc anys signada l'abril de 2008 per tal de garantir el bon funcionament i el desenvolupament del Jardí a llarg termini.

## Jardins temàtics
- El jardí de les  plantes anuals.
- El roserar.
- L'alpinum.
- El jardí de les plantes perennes.
- El jardí de sotabosc.
- El jardí d'aigua.
- El jardí dels rododèndrons.
- El jardí d'hort.